# Андроновская культура
Андро́новская культура (Андро́новская культурно-историческая общность) — общее название близких археологических культур бронзового века, XVI—XII веков до н. э., занимавших территорию Южного Зауралья, юга Западно-Сибирской равнины, Казахстана, Алтайского Приобья, Кузнецкой и Хакасско-Минусинской котловин. Культура была выделена С. А. Теплоуховым в 1927 году. Получила название по могильнику у деревни Андроново (Красноярский край). На юге культура граничит с родственной тазабагьябской культурой Приаралья, на западе — со срубной культурой. Северные и восточные границы культуры прослеживаются недостаточно чётко.

## История открытия
Название происходит от деревни Андроново около города Ужура, где в августе 1914 года А. Я. Тугариновым были обнаружены первые захоронения.
Андроновская культура была выделена советским археологом С. А. Теплоуховым в 1927 году. Исследования также проводились археологом К. В. Сальниковым, который в 1948 году предложил первую классификацию памятников андроновской культуры. Он выделял три хронологических этапа: фёдоровский, алакульский и замараевский.
В настоящее время в составе андроновской культуры выделяется по меньшей мере 3 родственных культуры:
- Петровская культура (Южный Урал, северный Казахстан, 1600—1500 годы до н. э.,
- Алакуль, 1600—1100 до н. э., в районе между реками Амударья и Сырдарья, до Южного Казахстана[2];
  - Алексеевка, 1300—1100 до н. э., в восточном Казахстане, влияние Намазга-Тепе VI в Туркменистане
  - Ингальская долина на юге Тюменской области, в которой последовательно сменяют друг друга памятники алакульской, фёдоровской и саргатской культур[5][6]
- Фёдорово, 1500—1300 до н. э., в Южной Сибири (впервые встречается кремация и культ огня);
  - Бешкентский район — Вахш (Таджикистан), 1000—800 до н. э.

Непосредственным предшественником андроновской культуры является более ранняя синташтинская культура, достижения которой (металлургия бронзы, колесницы) были восприняты андроновской. Некоторые авторы ранее включали синташтинскую культуру в состав андроновской.

## Распространение

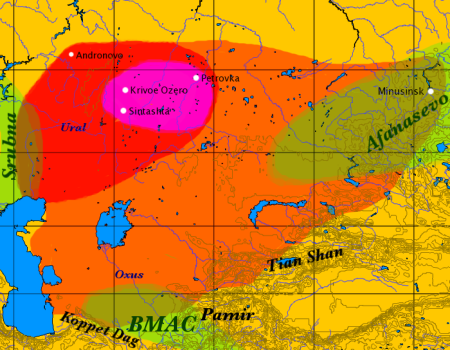
Распространение андроновской культуры. Тёмно-красный цвет — формация Синташта-Петровка. Фиолетовый цвет — захоронения, в которых обнаружены колесницы со спицами в колёсах. Зелёный цвет — соседние культуры (срубная, бактрийско-маргианская, афанасьевская (окуневский её этап)).

Распространение андроновской культуры происходило неравномерно. На западе она доходила до района Урала и Волги, где контактировала со срубной культурой. На востоке андроновская культура распространилась до Минусинской котловины, частично включив в себя территорию ранней афанасьевской культуры. Установлено присутствие андроновской культуры в Синьцзяне.
На юге отдельные материальные памятники обнаружены в районе горных систем Копетдага (Туркменистана), Памира (Таджикистан) и Тянь-Шаня (Киргизия). Северная граница распространения андроновской культуры совпадает с границей тайги. В бассейне Волги ощущается заметное влияние срубной культуры. Керамика типа Фёдорово обнаружена в районе Волгограда.

## Быт

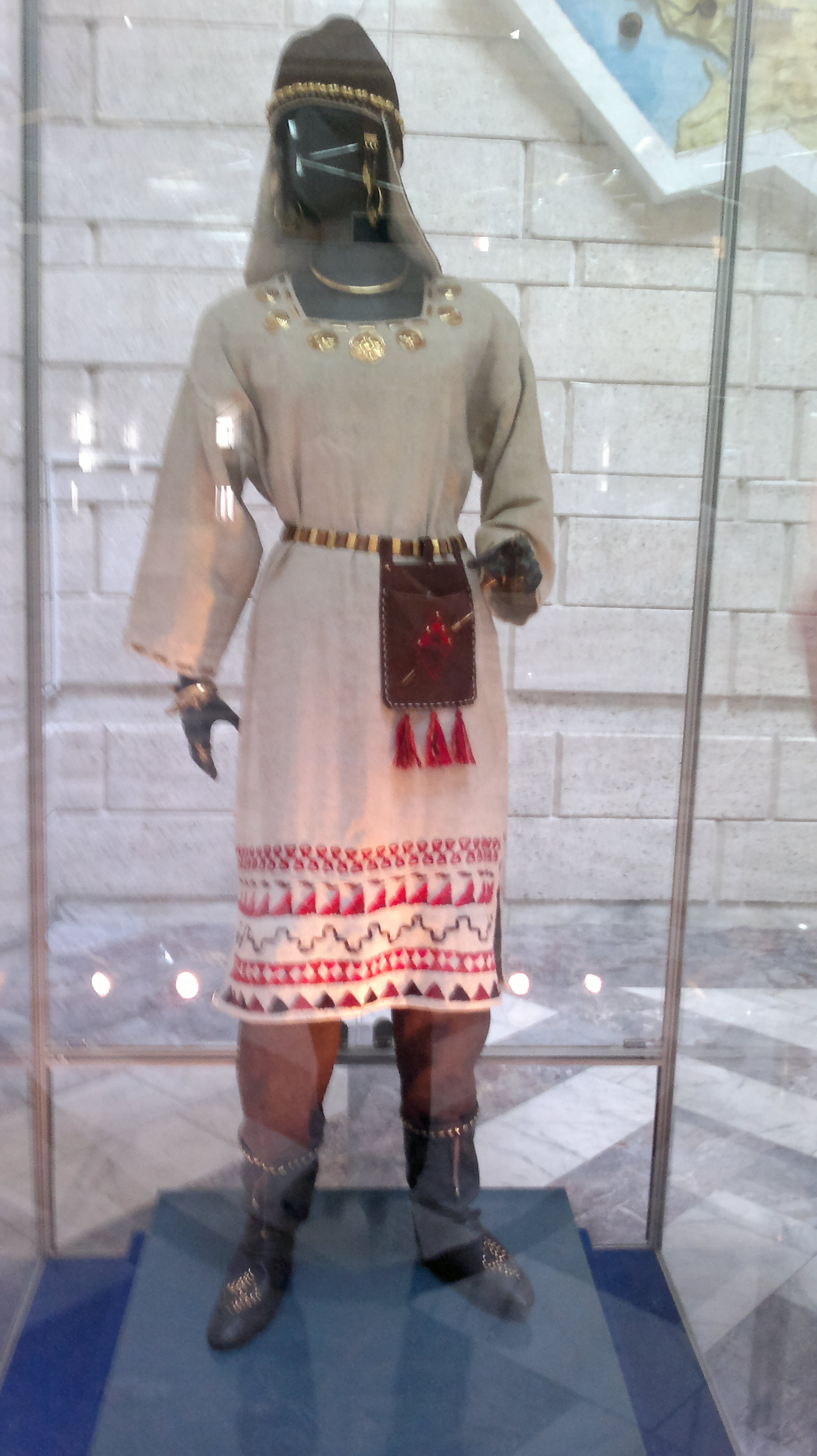
Одежда и украшения женщины андроновской культуры. XVII—XIII вв. до н. э. К. А. Акишева

В сибирских степях сложился единый для всех андроновцев хозяйственно-культурный тип пастухов-скотоводов и земледельцев. Андроновцы жили оседло в долговременных бревенчатых полуземлянках. Их поселения располагались в долинах рек, богатых пастбищами и плодородными землями, пригодными для земледелия. В стаде преобладали крупный рогатый скот, овцы, лошади. Андроновцы стали первыми в азиатских степях наездниками. Скот большую часть года содержался на пастбищах под наблюдением пастухов, а зимой — в специальных загонах. Злаки возделывались на лёгких для обработки пойменных землях. Почва обрабатывалась вручную каменными и бронзовыми мотыгами. Охота и рыболовство в хозяйственной жизни имели второстепенное значение, за исключением более северных, таёжных районов.
Андроновцы обладали медными рудниками, изготавливали бронзовые орудия (бронза мышьякового типа). Бронзовые орудия немногочисленны, их литейщики и кузнецы обеспечивали производство орудий труда (иглы, шила, ножи, серпы, топоры, тесла), украшений из бронзы, серебра. Наконечники стрел и копий изготавливались из камня. Разрабатывались месторождения медной руды в Южном Урале.
Освоив степь и лесостепь, андроновцы в поиске новых полей и пастбищ по долинам рек проникали в таёжную зону, где смешивались с аборигенным населением. В результате на юге западносибирской тайги сложились андроноидные культуры (черкаскульская, сузгунская, еловская, пахомовская, корчажкинская), сочетавшие местные и пришлые традиции. На основе андроноидных культур позднее появились местные культуры «железного века», сыгравшие большую роль в распространении металла в таёжной зоне, среди предков угорских и самодийских народов.
Жилища представляли собой полуземлянки и наземные бревенчатые хижины. Некоторые поселения (например, поселения в районе Петровки и Боголюбово) окружались рвами и валами, земля для которых бралась при отрывке рва. По верху валов сооружался деревянный частокол. Для проезда внутрь были оставлены перемычки во рву, а в валу устроены ворота для проезда колесниц.
Погребения производились в ямах с каменными насыпями, иногда окружались оградами из каменных плит. Встречаются захоронения с использованием деревянной облицовки. Умерших укладывали в скорченном положении, кисти рук укладывались перед лицом. Для фёдоровской культуры характерна кремация. В погребениях находят кремнёвые наконечники стрел, бронзовые орудия и оружие, украшения, керамику.

## Палеогенетика
Генетические исследования останков андроновцев показали у всех 10 изученных представителей культуры с территории южной Сибири (Красноярский край) наличие Y-хромосомной гаплогруппы R1a1-M17 и митохондриальных гаплогрупп U, Z, T, H, K и HV, I. Это подтверждает гипотезу, что Южная Сибирь в бронзовом веке была регионом с преимущественно европеоидным населением и указывает на миграцию древних индоевропейцев на восток. В одном исследовании 2015 года были обнаружены Y-хромосомная гаплогруппа R1a1a1b2a2-Z2124>S23592 и митохондриальные гаплогруппы U2 и U4, в другом исследовании 2015 года у представителя фёдоровской культуры (Тартас-1) была обнаружена митохондриальная гаплогруппа A10*. Наиболее близкими к андроновцам оказались представители синташтинской культуры, произошедшей от ранней европейской культуры шнуровой керамики, которые мигрировали на восток, став частью андроновской культуры. У образца C1714 из Синьцзяна (3571-3460 лет до настоящего времени) определили Y-хромосомную гаплогруппу R1a1~, у образца C1639 (3570-3412 лет до настоящего времени) — Y-хромосомную гаплогруппу Q1b1. Андроновцы генетически отличаются от людей афанасьевской и ямной культур, у которых доминирует Y-хромосомная гаплогруппа R1b1-Z2103. Андроновская культура, согласно генетическим исследованиям, в дальнейшем постепенно смешалась и была заменена более поздними мультиэтническими карасукской и межовской культурами, имеющими влияние восточно-азиатских народов. Согласно исследованиям 2018 года, представители андроновской культуры образуют общую кладу с представителями афанасьевской, срубно-алакульской и синташтинской культур. Сравнение с кочевниками «железного века» показало, что западные скифы образуют кладу с представителями андроновской и двух андроноидных культур, исключая срубно-алакульскую, восточные скифы — кладу со срубно-алакульской. При этом скифы, киммерийцы и сарматы генетически не являются прямыми потомками вышеперечисленных культур, имеют гетерогенное и смешанное происхождение, свойственное кочевым народам, а также влияние восточно-азиатских народов, отсутствующее у андроновцев. В алакульских образцах определены европейские митохондриальные гаплогруппы H, J1, K1, T2, U2, U4, U5 и Y-хромосомная гаплогруппа R1a, у кочевников железного века преобладала Y-хромосомная гаплогруппа R1b, характерная для ямной культуры. У андроновских мужчин были светлые волосы и голубые глаза.
У мужчины из кургана 9 могильника Вахрушево-1 на реке Оёш (андроновская (фëдоровская) культура, 1735—1518 года до н. э.), похороненного по обряду ингумации в возрасте 35—40 лет, определили митохондриальную гаплогруппу U2e1h и Y-хромосомную гаплогруппу R1b-M269.
Китайскими генетиками в 2015 году была извлечена митохондриальная субгаплогруппа U5a2a1 из ископаемых костей человека 700-летней давности, найденных на Восточном Памире. Данная субгаплогруппа указывает на происхождение из Волго-Уральского региона и может свидетельствовать, по мнению исследователей, о доисторической миграции людей скотоводческой андроновской культуры из евразийских степей на восточный Памир. Та же древняя субгаплогруппа была найдена у нескольких современных представителей 4 памирских народов.

## Язык
Андроновскую культуру, как правило, относят к индоиранцам.

Андроновская культура — единственная известная культура, в которой сочетаются культы двугорбого верблюда, коня, быка, овцы, при отсутствии культа свиньи; в которой известно раннее распространение конных колесниц, культ колесниц и выделение сословия воинов-колесничих; в которой развит культ огня (в том числе домашнего очага); в которой умерших хоронят в могилах под курганами с оградой по обряду трупоположения или трупосожжения; в которой хозяйство носит комплексный земледельческо-скотоводческий характер с доминантой скотоводства. Иными словами, хозяйство, быт, социальный строй, ритуал и верования носителей андроновской культуры полностью соответствуют картине, реконструируемой по языковым данным для индоиранцев, что дает основание признать андроновцев носителями индоиранской речи.— Е. Е. Кузьмина. Откуда пришли индоарии?
О языке носителей андроновской культуры можно судить по индоиранским заимствованиям, сохранившимся в финно-угорских языках. На их основании Е. А. Хелимский считал представителей андроновской культуры носителями четвёртой, ныне исчезнувшей ветви индоиранских языков. В. В. Напольских полагает, что доскифские заимствования в финно-угорских языках свидетельствуют о языке именно индоарийского типа. Язык андроновцев, по мнению Напольских, почти ничем не отличается от индоарийского. Термин «андроновский» он считает неудачным, поскольку в западных финно-угорских языках есть заимствования того же рода, источником которых могли быть степные культуры срубной общности. Смену и ассимиляцию степных носителей индоарийского языка носителями восточноиранских языков (скифами и сарматами) Напольских соотносит с распространением культур валиковой керамики в финале андроновской эпохи. Лингвист Сампса Холопайнен считает, что нет фонетических оснований для выделения в финно-угорских языках заимствований ни «индоарийского» типа, ни из отдельной исчезнувшей ветви индоиранских языков. По его мнению, заимствования в финно-угорских языках отражают фонетику праиндоиранского (ранний слой заимствований) и праиранского типа (более поздний слой).
Некоторые антропологи предполагают, что дальними потомками андроновцев могут быть современные индо-иранские народы Памиро-Гиндукуша (нуристанцы, дарды).
Ряд учёных отрицает принадлежность андроновской культуры к индо-иранской общности (не исключая её иранского происхождения). Приводятся следующие аргументы:
- В степи к югу от Амударьи полностью отсутствуют характерные для андроновской культуры захоронения с использованием деревянной облицовки.
- Л. С. Клейн (1974) и Брентьес (1981) отмечают, что андроновская культура является слишком поздней, чтобы дать начало распространению ариев до Митанни к XV—XVI векам до н. э. С другой стороны, Д. Энтони и Виноградов (1995) датировали колесницу классического типа в захоронении синташтинской культуры в районе Кривого озера (Челябинская область) 2000 годом до н. э.
- Дж. П. Мэлори указывает на сложность экспансии от Андроново до Северной Индии.

## Последующие культуры
Культура Синташта — Петровка сменилась культурами Фёдорово (1400—1200 до н. э.) и Алексеевки (1200—1000 до н. э.), также относящимися к андроновской.
В Казахстане и Южной Сибири андроновскую культуру постепенно сменяет карасукская культура (1500—800 до н. э.). На западной границе андроновская культура сменяется срубной культурой, на которую также оказала влияние абашевская культура.
Первым историческим населением этой территории являлись киммерийцы и саки/скифы, что отмечается в ассирийских хрониках.

## Критика концепции
По мнению российского историка С. Григорьева «андроновская культурно-историческая общность» является историографическим мифом, так как состоит из двух основных компонентов — алакульской и фёдоровской культур, имеющих разное происхождение и разные тенденции последующего развития. Из-за сложностей в определении хронологии и взаимодействия различных культур, включаемых разными авторами в состав андроновской, в андроновскую культурно-историческую общность условно можно включить лишь фёдоровскую и алакульскую культуры.